# Comisión de Actividades Infantiles
Maillots
Dernière mise à jour : 4 février 2012.
La Comisión de Actividades Infantiles est un club argentin de football basé à Comodoro Rivadavia.